# Parciální tavení
Parciální neboli částečné tavení je proces, při kterém dochází k tavení pouze části pevné látky (přesněji: z pevné krystalické fáze vzniká tavenina s relikty původní krystalické fáze).
Termín vyjadřuje fakt, že horniny mohou být (a běžně jsou) složeny z více fází (minerálů), které mají obecně různé teploty tání, což vede k tomu, že se při zahřátí hornina nezačne tavit v celém svém objemu, ale pouze částečně. Podobně jako teplota také tlak ovlivňuje stabilitu fází a tedy i proces tavení, v geologii běžně uvažovaným jevem je tzv. dekompresní tavení, tedy tavení při neměnné teplotě a poklesávajícím tlaku. Výsledkem parciálního tavení může být tavenina s odlišným složením než je celkové složení původní horniny.

## Průběh
Při zvyšující se teplotě (resp. klesajícím tlaku) se nejdříve taví světlé minerály jako je křemen, muskovit a K-živce, následují minerály tmavé jako je biotit, amfibol nebo pyroxen. Typické je například parciální tavení peridotitu, ze kterého může vznikat bazalt.
Tato schematická posloupnost tavení je inverzně popsána v tzv. Bowenově krystalizačnímu schématu, které popisuje fyzikálně protichůdný proces – tuhnutí magmatu při poklesu teploty; v takovém případě tmavé minerály krystalizují jako první a až za nižších teplot utuhnou i světlé minerály.
V průběhu každého z těchto procesů se výrazně mění chemické složení taveniny (viz také diferenciace magmatu), která buď do sebe přibírá další chemické fáze v případě rostoucí teploty a progresivního natavování, anebo se naopak ochuzuje o prvky potřebné ke krystalizaci tmavých minerálů v případě postupného tuhnutí.
I zdánlivě nepatrné množství taveniny v hornině (míra natavení) menší než 1 % má pro geology velký význam, neboť výrazně snižuje pevnost horniny. Tavenina totiž maže, lubrikuje elementy horniny (minerální zrna), které tak po sobě mohou lépe klouzat (silně zjednodušeno). S dalším růstem teploty a tedy větší mírou natavení se původně osamocené výskyty taveniny propojují ve větší celky a dále až v propojenou síť, což je důležitá podmínka pro přechod od procesu částečného tavení k magmatickým procesům. Ty jsou kromě uvedené propojenosti podmíněny zejména rozdílem hustot taveniny a pevné fáze. Když tavenina tvoří alespoň 10 % objemu, je magma fyzikálně schopno opustit své matečné prostředí.
V případě, že částečně natavená hornina ochladne ještě před tím, než tavenina stačí uniknout, tavenina opět utuhne, avšak obecně na jiném místě, než kde vznikla. Taková hornina je pak typická oddělenými polohami světlých a tmavých minerálů a nazývá se migmatit.

## Migmatity

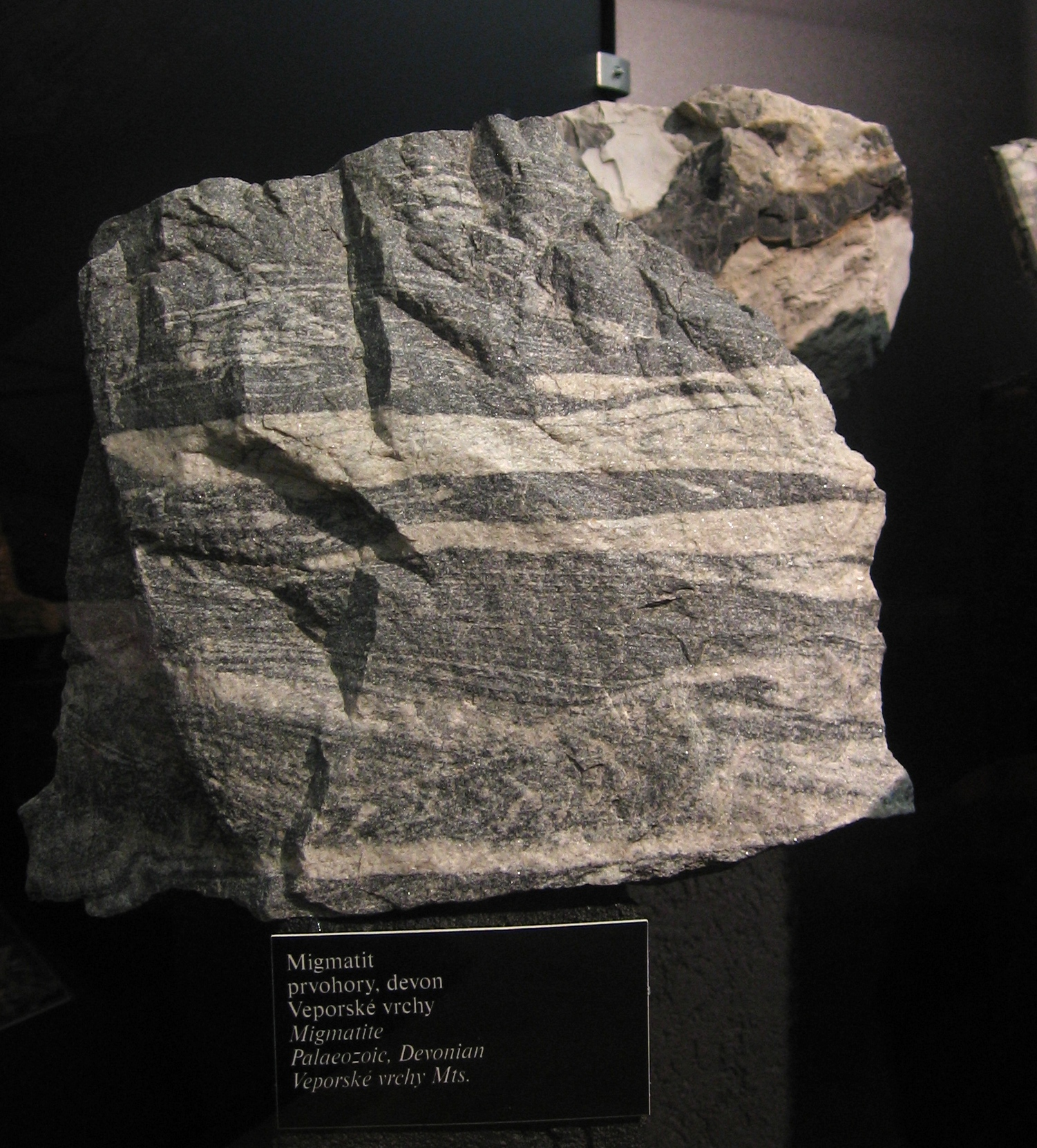
Migmatit z Veporských vrchů

Parciální tavení hornin při vysoké míře metamorfózy, zejména v souvislosti s migmatity se označuje také jako parciální anatexe, anatexe či přetavení. Jako anatexe se podle některých definic označuje nejen parciální, ale i (zpravidla následné) úplné roztavení hornin za zmíněných geologických podmínek.
Většinou se rozeznávají dva typy parciálního tání:
- Rovnovážné parciální tavení produkuje taveninu, která je v rovnováze s krystalickým reziduem, dokud se obě fáze nacházejí pohromadě (tedy do úniku taveniny). Rovnovážné parciální tavení je uzavřený systém a je opakem rovnovážné krystalizace.
- Frakční parciální tavení produkuje taveninu, která okamžitě opouští krystalické reziduum. Mezi taveninou a krystaly nedochází k žádným reakcím. Jelikož není rovnovážným procesem, není ani opakem frakční krystalizace.